# Guarea suberosa
Guarea suberosa är en tvåhjärtbladig växtart som beskrevs av C. Dc.. Guarea suberosa ingår i släktet Guarea och familjen Meliaceae. Inga underarter finns listade i Catalogue of Life.